# 鳴尾競馬場
鳴尾競馬場（なるおけいばじょう、英語:Naruo Racecourse）は、かつて兵庫県武庫郡鳴尾村（現・西宮市）にあった競馬場。阪神競馬場で行われている重賞競走の鳴尾記念は、この鳴尾競馬場にちなんでいる。

## 歴史

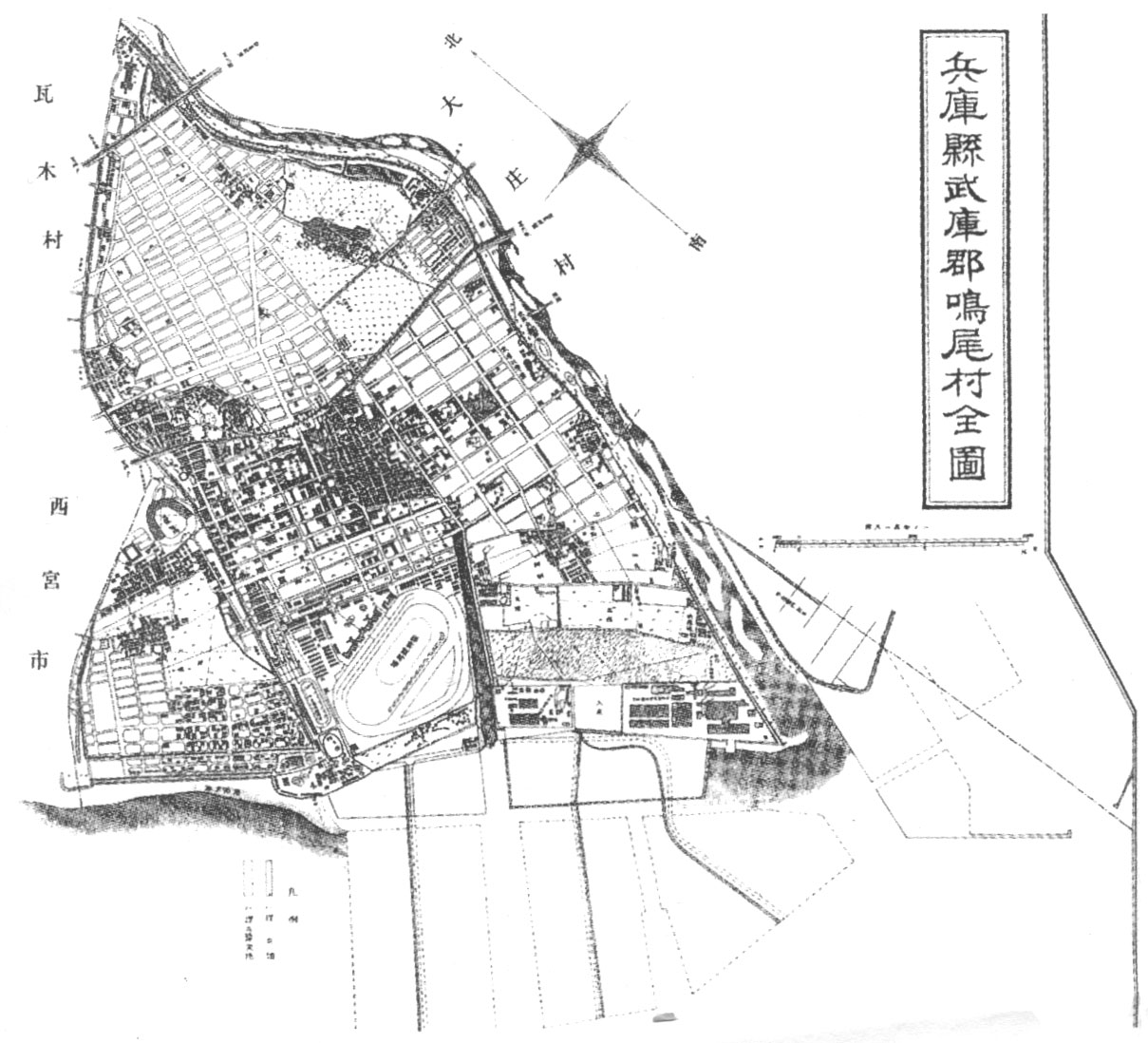
1937年（昭和12年）の鳴尾村全図。
中央付近に阪神（鳴尾）競馬場が確認できる

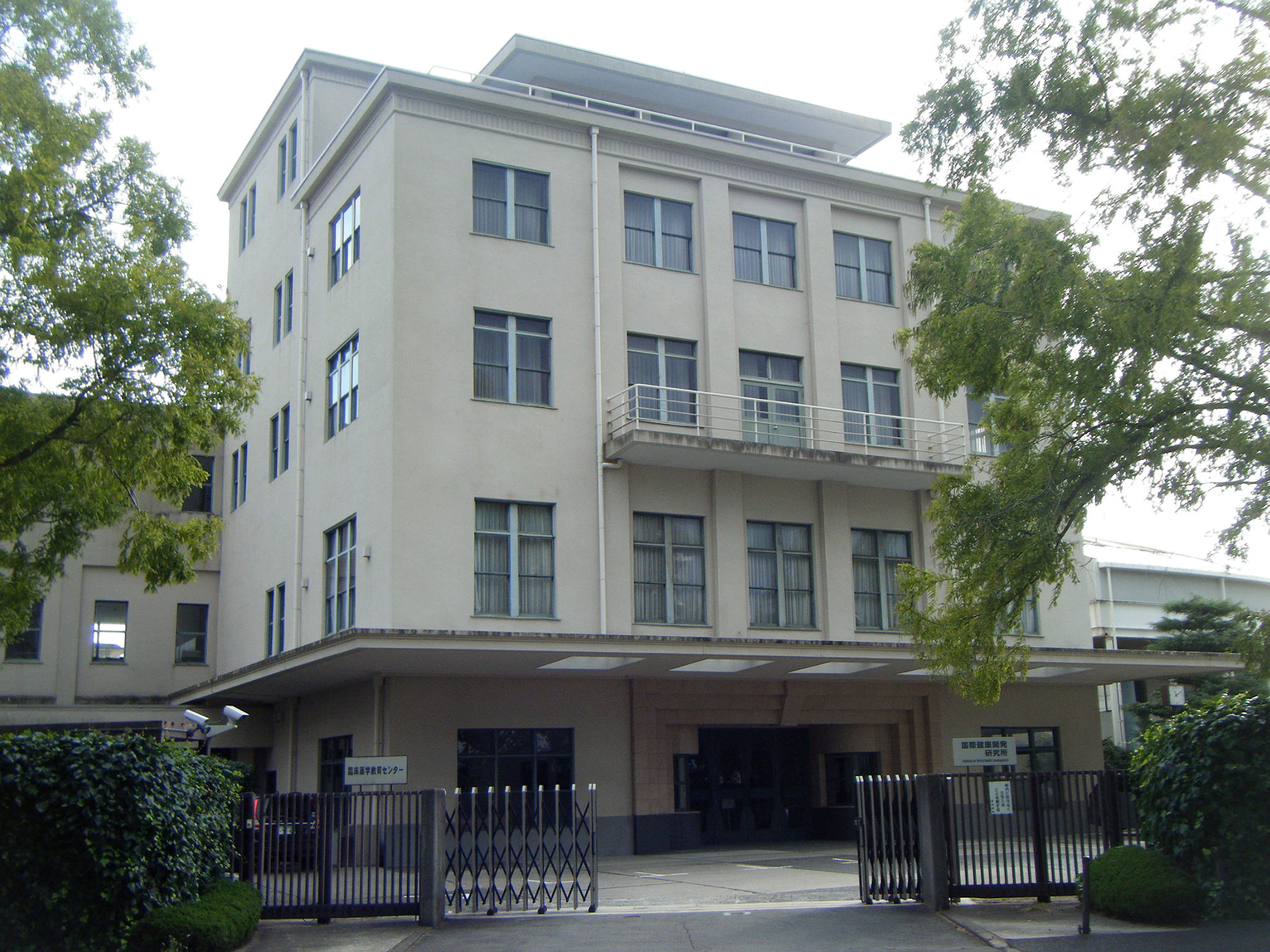
武庫川女子大学附属中学校・高等学校芸術館（旧鳴尾競馬場本館）

1907年（明治40年）3月に関西競馬倶楽部が発足し、同年11月には鳴尾川河口西岸に関西競馬場が開場した。これが当競馬場である。一方、1907年（明治40年）8月に鳴尾速歩（はやあし）競馬会が発足し、翌1908年（明治41年）6月には鳴尾川河口東岸に鳴尾速歩競馬場が開場した。鳴尾川河口の両岸に近接することから、関西競馬場は鳴尾西浜競馬場と通称され、鳴尾速歩競馬場は鳴尾東浜競馬場と通称された。
1908年（明治41年）10月の馬券禁止により補助金競馬の時代になると、1910年（明治43年）5月に馬政局は補助金の交付対象となる競馬倶楽部の数を15から11（実態は大打撃を被った東京市近郊で4から1、大阪市近郊で2から1）に整理統合した。これにより関西競馬倶楽部と鳴尾速歩競馬会が統合され阪神競馬倶楽部と改称。鳴尾速歩競馬場は廃止され、関西競馬場は鳴尾競馬場と改称された。鳴尾速歩競馬場の跡地には、鳴尾ゴルフ倶楽部のルーツである横屋ゴルフ・アソシエーションが武庫郡魚崎町大字横屋（現・神戸市東灘区）から1914年（大正3年）に移転している。
1916年（大正5年）10月27日、競馬場の中に新設された陸上競技場で第1回日本東西対抗陸上競技大会が開催された。
1923年（大正12年）7月の（旧）競馬法施行まで続いた補助金競馬時代の運営は厳しく、競馬以外の様々な催事の開催で糊口を凌いだ。1911年（明治44年）3月からは曲技飛行士を招いた航空ショーや民間飛行大会、1912年（明治45年）5月からは自動自転車競走会（オートバイレース）が開催された。1914年（大正3年）4月からは阪神電気鉄道が当競馬場の馬場内を借用し、1916年（大正5年）に鳴尾運動場（陸上競技場・野球場・テニスコート・プール）を開設。このうち野球場2面を備えた鳴尾球場は1917年（大正6年）から1923年（大正12年）まで全国中等学校優勝野球大会の会場となった。また、1917年（大正6年）10月27日には第1回東西対抗陸上競技大会が開催された。しかし鳴尾球場のスタンドが手狭になったことで、競馬場西側を流れていた枝川（武庫川の支流）を埋め立てた甲子園大運動場（現・阪神甲子園球場）へ1924年（大正13年）に機能を移すことになった。時期ははっきりしないがこの後スタンド改築やコース拡張などが行われている。
1937年（昭和12年）に阪神競馬倶楽部が日本競馬会に統合され、鳴尾競馬場は阪神競馬場と改称された。

戦争の拡大に伴い、競馬場は1943年（昭和18年）4月の春季競馬を最後に海軍基地として接収され、阪神間防衛の最前線となる飛行場（鳴尾飛行場）として利用された。飛行場となった後も大スタンドの本館は残されたが、白かった外観は黒く塗り替えられ迷彩が施され、管制塔として使用されていた。

このため日本競馬会は代替地を探すことになり、一度は武庫郡良元村の逆瀬川右岸（現・宝塚市千種付近、宝塚ゴルフ倶楽部の一部を含む用地）に決まって用地の接収も行われた。

終戦後、鳴尾飛行場はアメリカ軍が接収し1952年（昭和27年）までキャンプ基地として使用した。さらに競馬場の代替地となっていた逆瀬川右岸もGHQに接収され、GHQが競馬場の建設を禁じたため、競馬会は再び代替地を探す必要に迫られた。ここで同じ良元村の仁川左岸（現・宝塚市駒の町・新明和町付近）にあった川西航空機宝塚製作所跡地に白羽の矢が立てられ、1949年（昭和24年）、新たな阪神競馬場が完成した。
1960年（昭和35年）に敷地の一部が武庫川女子大学へ払い下げられ、1962年（昭和37年）に薬学部が、1963年（昭和38年）には武庫川女子大学附属中学校・高等学校が当地へ移転した。このほか、周辺は浜甲子園団地や西宮市立西宮東高等学校としても再開発された。
残されていた大スタンドの正面玄関部分は武庫川女子大学附属中学校・高等学校の北特別教室として利用されていたが、2004年（平成16年）に文化財として保護されることが決定、建設当時に忠実な復元が行われ、「芸術館」と名付けられた。馬主休憩室として使用されていた部屋は、PTAの会議室として使用されている。
2019年には「芸術館」のほぼ正面で馬場内と推測される場所に「鳴尾競馬場跡記念碑」が設置された。浜甲子園団地にある公園内で、交番のすぐ近くとなっている。